# Krzyżewo (powiat braniewski)
Krzyżewo – wieś w Polsce położona w województwie warmińsko-mazurskim, w powiecie braniewskim, w gminie Frombork.
W latach 1975–1998 miejscowość należała administracyjnie do województwa elbląskiego. Wieś znajduje się w historycznym regionie Warmia.
Zobacz też: Krzyżewo, Krzyżewo Borowe, Krzyżewo Nadrzeczne, Krzyżewo-Jurki, Krzyżewo-Marki